# Mesquita Velha (Ufá)
A Mesquita Velha de Ufá é uma das principais mesquitas muçulmanas República do Bascortostão e Ufá.   

## História
A mesquita foi construída em 1830 a pedido do Mufti da Assembleia Espiritual Muçulmana de Oremburgo de Gabdesalam Gabdrahimov. Foi financiada pelo comerciante da 2ª guilda da cidade, Mukmina Khozyaseitova. A mesquita foi reconstruída nos anos 1894-1911. projeto do arquiteto I. Myalova. Até a década de 1920 A Mesquita Velha era uma das principais mesquitas russas. A mesquita "Gusmania" e a escola russa de 2-turmas basquires operavam na mesquita. Entre 1960-1992 a mesquita velha foi a única mesquita em funcionamento na cidade de Ufá.

## Imam Khatyb
G. Gabdrakhimov (desde 1830), A. Gabdussalyamov (desde 1840), Sh. G. Suleymanov (1844-1885), Gusmanov (desde 1888), D. T. Abzgildin (1907–1938), B. V Tuguzbaev, N.M. Nigmatullin (1983-1992), M.M. Mukhamadislamov (1992-2006), V.M. Timirgaliev (desde 2006). 

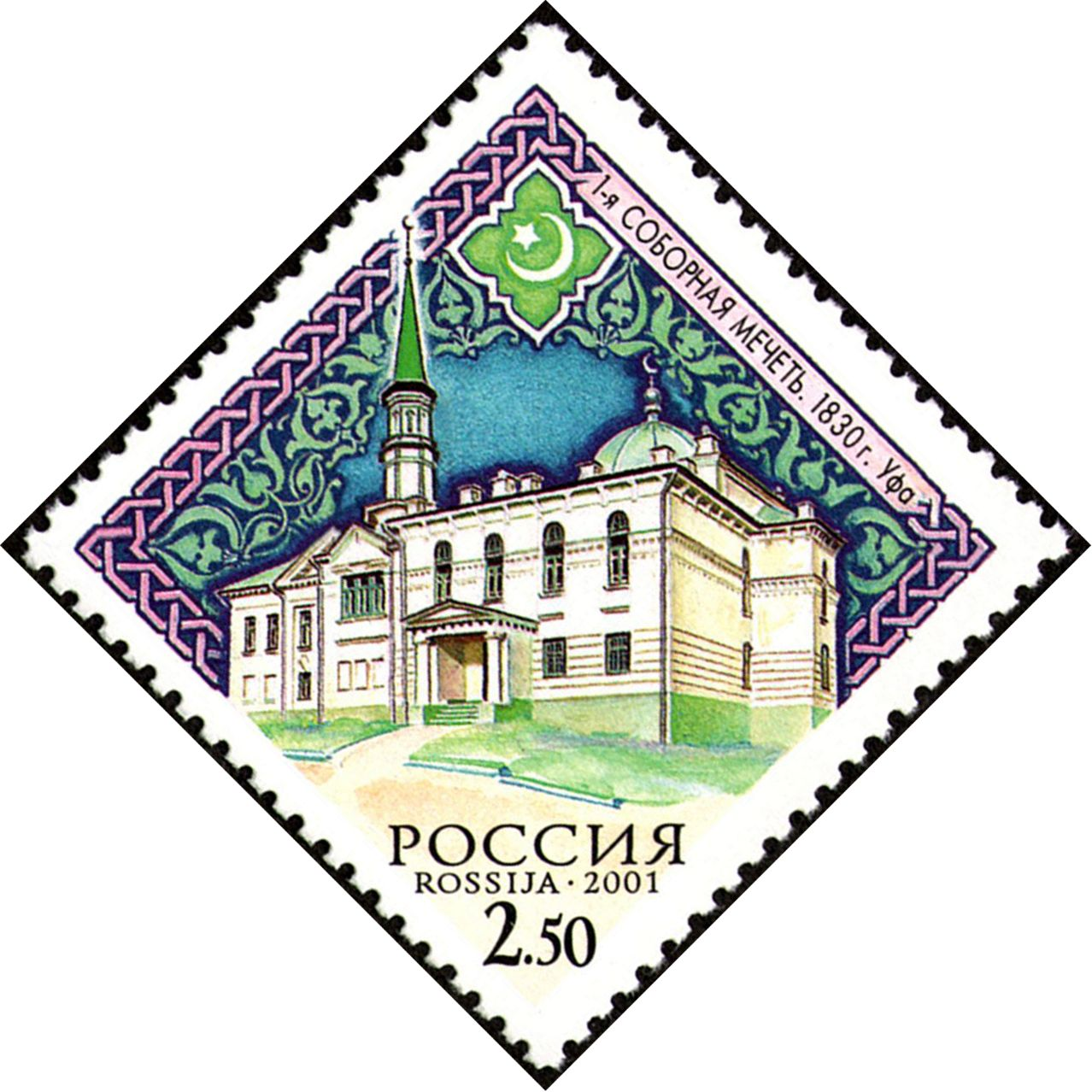
AMesquita Velha no carimbo

## Literatura
- Em memória do centenário da Assembléia Espiritual Mohammedan de Oremburgo, estabelecida em Ufá. SPb., 1892.
- Vasilieva O. V., Latypova V. V. O caminho para o templo: a história das instituições religiosas em Ufá. Ufá, 1993.
- Valeeva M. G. A primeira mesquita da catedral. // Enciclopédia bashkir
- Валеева М. Г., Васильева О. В., Латыпова В. В.   Mesquitas em Ufá.   / /   Bashkortostan: uma breve enciclopédia .   - Ufá: Enciclopédia Basquir, 1996.   - S.   399   - 672   com   - ISBN 5-88185-001-7 .